# William Shanks
Willian Shanks (Houghton-le-Spring, 25 de janeiro de 1812 – Houghton-le-Spring, 17 de junho de 1882) foi um matemático amador inglês conhecido por calcular 707 casas decimais do número pi (π) usando a fórmula de Machin em 1873. Seu cálculo, no entanto, estava correto apenas até a 527ª casa. Seu erro foi demostrado em 1944 por D. F. Ferguson utilizando uma calculadora.